# GNU Social
GNU Social ist eine freie Software für soziale Kommunikation, die den OStatus-Standard zur Kommunikation zwischen Mikroblogging-Diensten implementiert.
Der Ansatz der Software ist dezentral und aufgrund der freien Lizenz können Unternehmen und Privatpersonen ihre eigenen Server installieren und diese mit dem weltweiten Netzwerk verbinden oder auch lokal betreiben. Auf GNU Social wird keine Werbung geschaltet.
Unternehmen und Privatpersonen können ihren eigenen Server installieren und damit ihre Services und Daten auch in ihren lokalen Netzen kontrollieren, wodurch Mikroblogging firmenintern nutzbar wird. Im Gegensatz zu X (ehemals Twitter) wird eine offene und dezentrale Struktur gebaut. Darüber hinaus bietet der Dienst eine Möglichkeit, dass Nutzer über verschiedene Server hinweg kommunizieren können.
Beliebte GNU-Social-Instanzen sind auf gnusocial.network gelistet.

## Geschichte
Im Juni 2013 wurde StatusNet Teil von GNU Social, nachdem sich beide Projekte bereits eine Weile eine gemeinsame Codebasis geteilt hatten. Auch das Projekt Free Social ging zu diesem Zeitpunkt in GNU Social auf.
Der einstmals beliebte StatusNet-Dienst identi.ca (rund 80.000 aktive Benutzer im Oktober 2009) verließ im Jahr 2013 das StatusNet und wechselte zu der neu entwickelten aber inkompatiblen Software pump.io.
Anfang April 2017 wurden einige kompatible Instanzen, insbesondere mastodon.social, basierend auf der alternativen Implementierung Mastodon bekannter.

## Funktionen
Die jetzige Version bietet die Grundfunktionalitäten eines Mikro-Blogging-Systems.
- XMPP-Schnittstelle
- Authentifizierung mittels OpenID
- durch die Nutzung des OStatus-Protokolls (früher: OpenMicroBlogging) können auch Verbindungen zu Nutzern anderer Dienste aufgebaut werden
- Updates per SMS und auch die Benachrichtigung über die Updates anderer Nutzer
- eine zu Twitter kompatible API
- Hashtags zur Kategorisierung von Updates
- mehrsprachige Benutzeroberfläche
- Crossposting zu Twitter
- Gruppen können mithilfe eines speziellen Hashtags angesprochen werden.